# Édouard Séguin
Pour les articles homonymes, voir Seguin.
Édouard Séguin est un auteur et pédagogue français né le 20 janvier 1812 à Clamecy (Nièvre) et mort le 28 octobre 1880 à New York. Il est à l'origine, en France puis aux États-Unis, de l'accès aux personnes handicapées mentales à l'éducation, et plus spécifiquement des enfants ayant des troubles cognitifs.

## Formation et carrière en France
Édouard Séguin fait ses études au collège d'Auxerre et au lycée Saint-Louis à Paris. À partir de 1837, il collabore avec Jean Itard, éducateur de sourds-muets, qui avait traité le célèbre cas de Victor de l'Aveyron, un enfant sauvage. C'est Itard qui persuade Séguin de se consacrer à ces cas très particuliers, ainsi qu'à l'éducation de personnes ayant une déficience intellectuelle. Il est également associé aux travaux de Jean-Étienne Esquirol, psychologue et aliéniste renommé. Jeune homme, Séguin a aussi été influencé par les idées de l'utopiste socialiste Henri de Saint-Simon.
Vers 1840, il crée la première école privée de Paris dédiée à l'éducation des déficients intellectuels. En 1846, il publie Traitement moral, Hygiène et Éducation des idiots. Ce travail est considéré comme le premier manuel systématique portant sur les besoins particuliers des enfants ayant une déficience intellectuelle. En 1842, il collabore avec Félix Voisin à l'asile d’aliénés de Bicêtre.

## Carrière aux États-Unis
Surnommé « l'instituteur des idiots », peu connu en France, Édouard Séguin émigre aux États-Unis à la suite du coup d’État de 1852. Après avoir visité plusieurs écoles, créées sur son propre modèle aux États-Unis, et avoir aidé à leur organisation, il se fixe à Cleveland, puis à Portsmouth (Ohio). Plus tard, il déménage dans l'État de New York et s'établit comme praticien médical à Mount Vernon (1860). En 1861, il obtient un diplôme de Docteur en Médecine décerné par l'Université de la Ville de New York. En 1863, il s'installe à New York, où il s'attache à améliorer les conditions des enfants handicapés de l'asile de Randall's Island.
Aux États-Unis, il a créé plusieurs écoles dans différentes villes, dédiées au traitement des handicapés mentaux, en collaboration avec Samuel Gridley Howe. En 1866, il publie Idiotisme : ses traitements par la méthode physiologique; un livre dans lequel il décrit les méthodes utilisées à la Séguin Physiological School for feeble-minded children de New York. Les programmes utilisés dans les écoles Séguin sont basés sur le développement de l'autonomie et de l'indépendance pour le traitement de la déficience intellectuelle, en combinant différentes tâches physiques et intellectuelles.
Édouard Séguin est nommé premier président de l'Association des agents médicaux des institutions américaines pour les personnes idiotes et débiles, une organisation qui deviendra plus tard l'Association américaine sur la déficience mentale.
Dans les années 1870, Séguin a publié trois ouvrages de thermométrie, domaine auquel il se consacrait également depuis 1866 :  Thermomètres physiologiques  (Paris, 1873) ;  Tableaux de Thermométrie mathématiques (1873) ; et Thermométrie médicale et température humaine (New York, 1876). Il a également conçu un thermomètre physiologique dans lequel le zéro était la température standard du corps. Enfin, il a donné son nom à un symptôme médical connu sous le nom de signal de Séguin, décrit comme la Contraction musculaire involontaire intervenant avant une crise d'épilepsie.
Dans les années précédant 1880, Séguin utilise des formes encastrables pour entraîner les enfants déficients sur le plan cognitif. Ses modèles sont repris par Henry Goddard pour adapter les formes encastrables de Halstead dans le Tactual Performance Test. Les tests des formes encastrables de Séguin est repris successivement par Pintner et Paterson en 1917 pour mettre au point un test d'intelligence, puis par David Wechsler pour la mise en point de l'échelle de Wechsler-Bellevue.
Édouard Séguin meurt d'une dysenterie aiguë le 28 octobre à 1880 à New York.

## Méthode
Édouard Seguin préconise d'agir d'abord sur les facteurs d'aggravation de l'« idiotie » et, insistant sur la nécessité d'un diagnostic précoce, élabore un questionnaire sur le développement de l’enfant et un guide d'examen clinique. Ses principes éducatifs s'inspirent dans une certaine mesure de celle proposée aux déficients sensoriels par Félix Voisin mais il insiste sur le respect de la particularité de chaque enfant. Mettant en place une pédagogie active, il commence par la stimulation du toucher, de l'odorat, de l'ouïe, du goût et du regard. Le développement de l’appareil psychomoteur est jugé comme prépondérant pour le reste. Le second temps de l’apprentissage consiste dans l'éveil de l'intelligence. L'apprentissage des idées passe par la mise en corrélation des notions : l'usage de la clef permet à l'« idiot » qui en possède la notion d'en comprendre l'idée, c'est-à-dire le rapport avec la serrure. Le troisième temps de l'apprentissage se rapporte à l'éducation de la volonté. Le maître est chargé d'imposer son système moral par un équilibre de sanctions et de récompenses. Séguin, toutefois, récuse l'emploi des châtiments corporels alors monnaie courante à l'époque.

## Influence
Toutes ces méthodes pédagogiques seront reprises à l’identique par Maria Montessori qui reconnaissait à son prédécesseur français « le mérite d’avoir un système complet d’éducation pour les enfants déficients ». Un système que Montessori comme Séguin, avant elle, chercheront à développer au bénéfice de tous les jeunes.

## Publications
- 1846 : Traitement moral, hygiène et éducation des idiots. Paris (J. B. Balliere).
- 1866 : Idiocy and its treatment by the physiological method. New-York (William Wood)
- 1875 : Report on Education. Vienna International Exhibition 1873. Washington.
- 1912 : Die Idiotie und ihre Behandlung nach physiologischer Methode. Wien (Graeser).